# Hugo Firmino
Hugo Filipe Pinto Servulo Firmino (sinh ngày 22 tháng 12 năm 1988 ở Lisbon) là một cầu thủ bóng đá người Bồ Đào Nha thi đấu ở vị trí tiền đạo cho C.D. Cova da Piedade.